# Canton de Servian
Le canton de Servian est une ancienne division administrative française située dans le département de l'Hérault, dans l'Arrondissement de Béziers.

## Composition
Il était composé des huit communes suivantes :
| Nom                 | Code Insee | Intercommunalité        | Superficie (km2) | Population (dernière pop. légale) | Densité (hab./km2) |
| ------------------- | ---------- | ----------------------- | ---------------- | --------------------------------- | ------------------ |
| Servian (chef-lieu) | 34300      | CA Béziers Méditerranée | 40,61            | 5 233 (2019)                      | 129                |
| Abeilhan            | 34001      | CC Les Avant-Monts      | 7,81             | 1 640 (2014)                      | 210                |
| Alignan-du-Vent     | 34009      | CA Béziers Méditerranée | 17,30            | 1 682 (2014)                      | 97                 |
| Coulobres           | 34085      | CA Béziers Méditerranée | 2,99             | 381 (2014)                        | 127                |
| Espondeilhan        | 34094      | CA Béziers Méditerranée | 5,08             | 1 027 (2014)                      | 202                |
| Montblanc           | 34166      | CA Béziers Méditerranée | 26,94            | 2 814 (2014)                      | 104                |
| Puissalicon         | 34224      | CC Les Avant-Monts      | 13,05            | 1 295 (2014)                      | 99                 |
| Valros              | 34325      | CA Béziers Méditerranée | 6,61             | 1 560 (2014)                      | 236                |

Depuis 2015, les communes de Servian et d'Espondeilhan sont du canton de Béziers-3, les autres sont du canton de Pézenas.

## Galerie
|  |  |

## Représentation

### Conseillers généraux de 1833 à 2015
De 1833 à 1848, les cantons de Roujan et de Servian n'avaient qu'un seul conseiller général. Le nombre de conseillers généraux était limité à 30 par département.
| Période                                  | Période          | Identité                         | Étiquette        | Qualité |
| ---------------------------------------- | ---------------- | -------------------------------- | ---------------- | --- |
| 1833                                     | 1839             | Bernard Marie Barral             |                  | Propriétaire Maire de Puissalicon |
| 1839                                     | 1848             | Adolphe Cabal (1800-1885)        |                  | Propriétaire à Roujan |
| 1848                                     | 1852             | Auguste de Rascas                | Droite           | Propriétaire à Agde |
| 1852                                     | 1856             | Jean Joseph Eustache (1788-1864) |                  | Propriétaire, ancien chef de bataillon à la Légion de l'Hérault                                                                                                 |
| 1856                                     | 1864             | Louis Camille Conneau            |                  | Juge de paix à Servian |
| 1864                                     | 1871             | Henri de Grasset (1821-1877)     | Droite           | Propriétaire-viticulteur à Pézenas, député (1871-1876) |
| 1871                                     | 1880             | Pierre Paul Devès                | Républicain      | Avocat au barreau de Béziers Député de l'Hérault (1876-1881) Député des Hautes-Pyrénées (1881-1885) Sénateur du Cantal (1886-1899) Maire de Béziers (1873-1874) |
| 1880                                     | 1886             | Jules Bournhonnet                | Républicain      | Maire de Servian |
| 1886                                     | 1904             | Louis-Joseph Mestre-Mel          | Républicain-Rad. | Conseiller à la Cour de Toulouse Propriétaire à Alignan-du-Vent                                                                                                 |
| 1904                                     | 1922             | Casimir Delhon                   | Rad.             | Sénateur (1906-1920), viticulteur Maire de Puissalicon (1902-1929)                                                                                              |
| 1922                                     | 1934             | Joseph Tindel                    | Rad.             | Propriétaire Maire de Servian |
| 1934                                     | 1940             | Marius Condat                    | Rad.             | Propriétaire à Servian |
|                                          |                  |                                  |                  | |
| 1942                                     | 1945             | Jacques Portes                   |                  | Chef d'entreprise Maire de Servian Nommé conseiller départemental en 1942                                                                                       |
|                                          |                  |                                  |                  | |
| 1945                                     | 1949             | René Vidal                       | Rad. puis PCF    | Viticulteur, maire de Servian |
| 1949                                     | 1961             | André Alibert                    | Rad.             | Propriétaire viticulteur Adjoint au maire de Béziers |
| 1961                                     | 1985             | Alfred Crouzet (1910-1988)       | SFIO puis PS     | Directeur de collège d'enseignement général Maire de Servian Conseiller régional (1973-1982)                                                                    |
| 1985                                     | 2003             | Henri Béziat                     | PS               | Viticulteur, maire d'Abeilhan (1977-2001) |
| 2003                                     | 2015 (démission) | Henri Cabanel                    | PS               | Viticulteur Conseiller municipal de Servian Sénateur de l'Hérault depuis 2014                                                                                   |
| Les données manquantes sont à compléter. |                  |                                  |                  | |

### Conseillers d'arrondissement (de 1833 à 1940)
| Période                                  | Période          | Identité                     | Étiquette      | Qualité |
| ---------------------------------------- | ---------------- | ---------------------------- | -------------- | --- |
| 1833                                     | 1836             | M. Malaret                   |                | Propriétaire à Tourbes                                                                                      |
| 1836                                     | 1848             | Ferdinand Falgas (1794-1869) |                | Propriétaire à Servian                                                                                      |
| 1848                                     | 1861             | Charles Cabanes              |                | Docteur-médecin, maire de Servian                                                                           |
| 1861                                     | 1871             | Émilien Carou                |                | Avocat, Président de la société archéologique de Béziers, propriétaire à Servian                            |
| 1871                                     | 1882 (décès)     | Hippolyte Izoard             | Extrême gauche | Propriétaire à Béziers                                                                                      |
|                                          |                  |                              |                | |
|                                          | 1888 (démission) | Élisée Maffre (1838-1911)    |                | Propriétaire à Montblanc                                                                                    |
|                                          |                  |                              |                | |
| 1919                                     | 1925             | E. Giraud                    | Radical        | |
| 1925                                     | 1940             | Georges Boussagol            | PRS-USR        | Propriétaire, maire d'Alignan-du-Vent                                                                       |
| 1940                                     |                  |                              |                | Les conseils d'arrondissement ont été suspendus par la loi du 12 octobre 1940 et n'ont jamais été réactivés |
| Les données manquantes sont à compléter. |                  |                              |                | |

## Démographie
| 1962  | 1968  | 1975  | 1982  | 1990  | 1999   | 2006   | 2011   | 2012   |
| ----- | ----- | ----- | ----- | ----- | ------ | ------ | ------ | ------ |
| 8 361 | 8 544 | 8 010 | 8 339 | 9 482 | 10 497 | 12 298 | 13 858 | 14 240 |